# Бершадський Григорій Соломонович
Григорій Соломонович Берша́дський (нар. 3 липня 1895, Шпола — пом. 14 жовтня 1963, Москва) — радянський живописець, графік.

## Біографія
Народився 21 червня (3 липня) 1895 року у місті Шполі Київської губернії Російської імперії (тепер Черкаська область, Україна). У 1908—1913 роках навчався у студії Павла Власова у Астрахані; у 1913—1915 роках — в Одеському художньому училищі (викладачі: Геннадій Ладиженський, Юлій Бершадський). З 1916 року займався живописом, ілюстрував і оформлював книги для різних видавництв. У 1920—1923 роках працював у Харкові, з 1923 року — у Москві. 1933 року оформлював журнал «Мистецтво». У 1957—1962 роках виконував шрифти для Науково-дослідного інституту «Поліграфмаш».
Помер у Москві 14 жовтня 1963 року.

## Творчість
Працював у галузі станкової графіки, плакату. Автор агітаційних плакатів:
- «Працівниці і селянки! Ідіть в кооперацію» (1920-ті);
- «Десятиліття Жовтня — п'ятиріччя МОПР» (1927);

Оформив та ілюстрував книги:
- «Летающий пролетарий» Володимира Маяковського (1925);
- «Шанхайские письма» Йосипа Рогачевського (1925);
- «Мольер» Стефана Мокульського (1936);
- «Отречение» Юрія Сльозкіна (1937);
- «Рассказы» Андерса Упітса (1947);
- «Стихотворения» Антанаса Венцлови (1952);
- «Детство, отрочество, юность» Льва Толстого (1954);
- «Александр Фадеев» Данила Романенка (1956);
- «Всеобщая история кино» Жоржа Садуля (1958).

Писав портрети, пейзажі:
живопис
- «Портрет матері» (1916, Астраханська державна картинна галерея);
- «Засідання Реввоєнради» (1943, Астраханська державна картинна галерея);
- «Портрет Картича» (1943, Центральний музей Збройних Сил);

графіка
- «Портрет А. Луначарського» (1921, картон);
- «Портрет угорського художника А. Кейля» (1933, сангіна);
- «Портрет дівчини» (1938, сангіна);
- «Портрет Якова Свердлова» (1947, автолітографія);
- «Портрет робітників заводу „Шарикопідшипник“ А. І. Єршова, М. І. Кожевникової та інших» (1949—1950, пастель);
- «Портрет О. Ш. Мелік-Пашаєва» (1956, пастель);
- «Шатура» (1928, пейзаж, вугілля);
- серія пейзажів «Сенеж» (1949, пастель).

Брав участь у виставках з 1915 року (персональна відбулася у Москві у 1956 році).
Станкова графіка, ескізи; макети палітурок, обкладинок, титульних аркушів, шмуцтитулів, суперобкладинок, форзаців художника зберігаються в Російському державному архіві літератури і мистецтва.